# Хэрвуд, Виктория
Викто́рия Хэ́рвуд (англ. Victoria Harwood; род. 1975, Великобритания) — английско-американская актриса и танцовщица.

## Биография
Виктория Хэрвуд родилась в 1975 году в Великобритании, но после замужества она переехала в Лос-Анджелес (штат Калифорния, США).
Виктория окончила Королевскую академию драматического искусства.

## Карьера
Виктория начала свою карьеру в качестве фотомодели до того, как начать сниматься для телевидения. Хэрвуд играла в театрах Лондона и Европы, до того как переехать в США.
Виктория дебютировала в кино в 1983 год, сыграв роль Линды в одном эпизоде телесериала «Альпинист». В 1986 году Хэрвуд сыграла роль Хермион в фильме «Сид и Нэнси». Всего она сыграла и озвучила 17 фильмов, телесериалов и видео игр.

## Личная жизнь
Виктория замужем за кинопродюсером Уильямом Батлером-Слоссом. У супругов есть два сына — Эрам Батлер-Слосс и Ройбхилин Батлер-Слосс.

## Избранная фильмография
| Год  |    | Русское название           | Оригинальное название    | Роль                                  |
| ---- | -- | -------------------------- | ------------------------ | ------------------------------------- |
| 1983 | с  | Альпинист                  | The Climber              | Линда                                 |
| 1985 | с  | Приключения Шерлока Холмса | Sherlock Holmes          | Софи Кратидес                         |
| 1986 | ф  | Сид и Нэнси                | Sid and Nancy            | Хермион                               |
| 2001 | мс | Ну и ну! Земляничные яйца  | I My Me! Strawberry Eggs | консультант руководства (озвучивание) |
| 2003 | мс | Texhnolyze                 | Texhnolyze               | доктор (озвучивание)                  |
| 2004 | мс | Агент Паранойи             | Paranoia Agent           | домохозяйка Би (озвучивание)          |